# Kurdzhipskaya
Kurdzhipskaya (del ruso: Курджипская) es una stanitsa del raión de Maikop en la república de Adiguesia de Rusia. Está a orillas del río Kurdzhips, 11 km al oeste de Tulski y 17 km al sur de Maikop, la capital de la república. Tenía 1 576 habitantes en 2010.
Pertenece al municipio de Krasnoktiabrski.

## Historia
La localidad fue fundada en 1863. Perteneció al otdel de Maikop del óblast de Kubán hasta 1920.